# Lacinipolia olivacea
Lacinipolia olivacea là một loài bướm đêm trong họ Noctuidae.